# Сузи (певица)
Сузана Гера (на португалски: Susana Guerra, по-известна като Сузи) е португалска певица.

## Биография
Родена е на 24 януари 1980 година във Фигейра да Фош. Показва интерес към пеенето от ранна възраст. Излиза за пръв път на сцена, когато е на 5 години – в Буаркуш. Още дете, тя се мести в Лисабон, където става част от детската група „Онда Чок“, радвала се на голям успех през 1990-те години. След това започват изявите ѝ по телевизията и на концерти.
През 1999 година записва коледната песен „Nesta noite Branca“ съвместно с певеца Анхос. През 2002 година издава дебютния си албум, носещ малкото ѝ име. Участва в мюзикъла „My Fair Lady“ на Фелипе ла Ферия. Завършва университет и заминава за Канада и Съединените щати.
През 2010 година се връща в родната си страна, като скоро излиза песента ѝ „Candyland“, която става част от компилацията „Summer Jam 2010“. Певицата продължава с изявите си. Две години по-късно отново решава да замине, но този път за Дубай, където да работи като стюардеса за Емиратските авиолинии.
През 2014 година е поканена да участва в португалската селекция за „Евровизия 2014“ от продуцента Емануел. Печели селекцията, провела се на 15 май, и това ѝ дава правото да представи Португалия на петдесет и деветото издание на конкурса.